# Качари
 Тази статия е за етническата група.  За италианския политик вижте Масимо Качари.  
Качарите или бодо са група тибето-бирмански народи в североизточна Индия, главно в щатите Асам, Трипура, Мегхалая и Аруначал Прадеш.
Наброяват около 2 милиона души и говорят бодо-кочки езици, които са от тибето-бирманското семейство. Мнозинството днес са индуисти, но в региона качарите са заварено предарийско население. След XII век създават няколко силни държави, които са подчинени от Британска Индия.